# 外事課
外事課（がいじか、英語：Foreign Affairs Division）とは、日本の公安警察の中で、外国諜報機関の諜報活動・国際テロリズム・戦略物資の不正輸出・外国人の不法滞在などを捜査する課である。

## 歴史

### 戦前の外事警察
外事警察は明治時代から存在し、外事課（係）は外国人の視察取締や海外にいる日本人共産主義者の調査を行っていた。
当時は内務省警保局の保安課が外事警察活動を統括しており、国内の外国人の監視が行われたほか、日本が朝鮮を統治するようになると朝鮮独立運動の監視も任務に加えられた。外事警察は上海、ハルピン、そして亡命朝鮮人が多く住んだ間島の領事館を拠点にして在外朝鮮人コミュニティの監視に当たった。在日朝鮮人の監視は特高警察を中心に行われ、全国に住む労働者や留学生が監視された。　
その後ロシア帝国が倒れソ連が成立した。これに危機感を覚えた日本側はソ連の極東戦略の調査を行う事となった。そのために結成されたのが「外事警察協議会」である。外事警察協議会には内務省のほか、陸軍、海軍や外務省の幹部も参加しており、上海、ハルピン、ウラジオストックの領事館に「内務事務官」と呼ばれる一種のインテリジェンス・オフィサーを派遣し諜報活動に当たらせた。中でもハルピンに派遣された警視庁特高課長の大久保留次郎は大きな成果を上げ、彼のもたらしたインテリジェンスは警察や軍部のほか、朝鮮総督府、関東庁、南満州鉄道にも配布された。また、調査の結果ソ連の共産主義宣伝活動が懸念されたことから、日ソの国交が再開される前後にソ連の諜報活動、積極工作に備えて外事警察の大幅な増強が行われた。
外事部門は朝鮮総督府警務局、台湾総督府警察、関東州警察、樺太庁警察部にも存在し、防諜や独立運動の監視などを行っていたとされる。
戦前の有名な諜報事件にはゾルゲ事件が挙げられる。この事件は警視庁特高第一課がアメリカ共産党の党員を逮捕した事がきっかけであったが、外国人が関わっていたことから警視庁外事課も捜査を開始した。捜査の結果リヒャルト・ゾルゲらを逮捕している。

### 戦後の外事警察
1947年、GHQによって内務省は解体されたが、外事警察は特高警察の後継組織である公安警察に組織された。戦後の外事警察は、ソ連・中国・北朝鮮など共産圏による諜報活動の防諜に従事した。
とくにソ連・北朝鮮による諜報事件や拉致事件などが表面化した。外事警察では、これらの事件を「対日有害活動」と呼び摘発していった。
1970年代からは、国際テロリストである日本赤軍への対策も課題となった。日本赤軍は中近東に拠点を置き、世界中でテロ活動を行った。また1977年のダッカ日航機ハイジャック事件を機に、警察庁警備局は公安第三課兼外事課の「調査官室」を設立した。調査官室は外国の情報機関と協力して中近東や東南アジアなどで日本赤軍の追及作業を行い、最高指導者の重信房子をはじめ、日本赤軍の主要メンバーを逮捕した。

### 現代の外事警察
冷戦が終結すると、民族・宗教・国境などをめぐる対立が表面化したことで国際政治はさらに複雑となり、様々な紛争やテロが発生した。こうした国際情勢の中で、日本人がテロリズムの犠牲になる事案も起きるようになった。
1994年にはマニラから成田空港に向かう飛行機に爆弾が仕掛けられるフィリピン航空434便爆破事件が発生した。アルカーイダが世界規模の同時多発テロの予行演習として起こしたこの事件では、日本人1人が犠牲になった。
1996年に発生した在ペルー日本大使公邸占拠事件では、警察庁は外務省などと協力し、ペルーに医療関係者の派遣・捜査支援を行った。この事件を教訓として、国外でのテロ事件が発生した際に現地で情報収集や捜査支援を行う「国際テロ緊急展開チーム」（TRT、現在はTRT-2）が設置された。
2001年にアメリカ同時多発テロ事件が発生すると、アルカーイダをはじめとするイスラム過激派対策が外事警察の重要な任務となった。このような情勢に対応する為に、2004年の警察法改正で警察庁警備局に「外事情報部」が新設され、国際テロリズム対策室が課に格上げされたほか、警視庁では公安部外事第一課の国際テロ担当が独立して外事第三課が設けられた。また従来、外事各課の課長にはノンキャリアの警視が就任することが多かったが、2020年8月にはキャリア警察官の増田美希子警視正が外事第一課の課長に就任、第二・三課からも報告を受けるようになって、外事部門を公安部から独立させる「外事部」の構想の布石ともみられていたが、外事第一課の捜査成果として警視総監賞・警察庁長官賞を受賞した大川原化工機事件に冤罪の恐れが強いことが判明し、同課は両賞を返納、外事部構想も立ち消えとなった。
2010年には、警視庁公安部外事第三課の情報が流出する事件（警視庁国際テロ捜査情報流出事件）が発生し、イスラム教徒をテロリスト予備軍とみなし個人情報を収集していたことが発覚した。
また近年でも、ロシア・中国・北朝鮮などによる諜報活動が表面化しており、外事警察もこれら対日有害活動を摘発している。
2021年には、警視庁公安部外事第二課の北朝鮮担当を独立させ、警視庁公安部外事第三課を設置。国際テロ担当の旧外事第三課は外事第四課に名称変更した。

## 組織

### 警察庁の「外事課」
全国の外事警察を統括するのが警察庁警備局の「外事情報部」である。外事情報部は都道府県警の業務の統括、外国情報機関からの窓口としての役割のほか、独自の対テロ捜査部門、通信情報部門も保有している。
外事情報部の中には「外事課」と「国際テロリズム対策課」があり、外事課が防諜や不正輸出対策、国際テロリズム対策課が国際テロ捜査を担当している。

#### 外事課の組織
- 第1係 庶務　外事警察の協力者工作（作業）を統括・指導している。また公安警察すべての協力者工作を統括する警備企画課のゼロへの報告も行う[6]。
- 第2係 通信傍受・分析
- 第3係 対ロシア防諜
- 第4係 対中国防諜
- 第5係 対朝鮮半島防諜
- 外事技術情報官（ヤマ機関の通信所、車両を扱う）
- 経済安全保障室
- 拉致問題対策官
- 不正輸出対策官

#### ヤマ
先述の通り、外事課には「外事技術情報室」（ヤマ、または8係と俗称される）通信傍受機関が存在するといわれる。東京都日野市を中心として日本国内に多くの通信所や車両を持っているとされる。
日本国内の諜報通信の傍受、分析、暗号解読が主な任務であり、外国から日本に来る通信や、日本にいる工作員が発する通信の内容や位置等を細かく特定することが出来るといわれる。殆どは暗号がかかっているが、暗号の種類なども大事な情報である。ヤマが北朝鮮の工作船が日本に向かっていることをキャッチした場合、直ちに関係警察本部外事課に「KB（コリアン・ボート）情報」が発令される。
外事技術情報官は警察庁警備局外事情報部外事課に1人、東北、中部、近畿、中国の各管区警察局広域調整部にそれぞれ1人、九州管区警察局広域調整部に2人配置されている。主に外事技術情報官が配置されている管区に、外事通信所が置かれている。外事通信所の職員は、家族にも仕事の内容を話すことを禁じられている。
戦前の陸軍省兵務局兵務課防諜班(通称「兵務局分室」)のコードネームも「ヤマ機関」であり、日本国内で各国の大使館や公使館の通信の盗聴を行ったり、陸軍の反東條派や政府内の親英米派の監視を担っていた。
- 警察庁第二無線通信所：公式には存在しないことになっている。対外的にはICPOの予備通信所として扱われていた[9]。
- 警察庁小平通信所：陸上自衛隊小平駐屯地内に、警察庁外事技術調査室の傍受施設として設置されている[9]。
- 北海道警察本部千歳無線通信所
- 東北管区警察局総務監察・広域調整部仙台無線通信所
- 中部管区警察局広域調整部守山無線通信所：最も秘匿性の高い施設であり、過去には地図メーカーに削除依頼が出されている[9]。
- 近畿管区警察局広域調整部信太山無線通信所
- 中国四国管区警察局総務監察・広域調整部島根無線通信所
- 九州管区警察局出水無線通信所、若松無線通信所、沖縄無線通信所

以上の他、これらを補完する施設が国内（石垣島等）に配置されている。
本荘、高浜、白浜、丸亀、小郡、枚方、和白、小牧、館山、丹後の各通信所は閉鎖された。本荘、高浜、白浜、丸亀、小郡、和白の各通信所は国有財産売却リストに入っている。多くはすでに民間に売却済みである。
仙台無線通信所は、東日本大震災による津波で破壊されたが、場所を移転して2015年より機能している。移転の手続きの際、復興の激務で誤って秘密にしておくべき装置名を東北管区警察局のホームページに公示していた。検索結果に残らないよう大手検索サイトに検索履歴やキャッシュの削除を依頼をしていた。
第二無線通信所はかつて送信機能を保持していたが、2021年7月より解体工事が行われており、2022年初旬までには撤去予定。
出水無線通信所は1997年7月、出水市針原地区土石流災害によって、周辺に土砂流入の事態となり、職員用官舎が居住困難となる被害を受けた。住居は、鹿児島市内の賃貸住宅を急きょ借り上げて対応することとなった。
横須賀通信所 (三浦市長井、国際刑事警察機構 (ICPO、インターポール) 用短波送信施設、1999年運用開始、中野送信所の代替施設として整備) は 2016年度に解体、撤去済み。
当別通信所(石狩郡当別町、国際刑事警察機構用短波送信施設、副局）も解体、撤去済み。

### 各都道府県警察の「外事課」
現場でスパイや国際テロの捜査を行うのが、警視庁公安部・各道府県警察本部警備部の外事課である。
最大の陣容を誇るのは警視庁公安部の外事課であり、四課体制で合計数百名程の外事課員がいるといわれる。中規模以上の道府県警察本部では警備部に外事課があり、数十名の外事課員が配置されている。小規模の県警察本部では警備第一課、公安課などの中に外事対策室が存在する。
また大規模警察署の警備課には外事係があることが多い。
近年は、不法滞在や外国人犯罪の捜査がメインとなりつつある。
例として警視庁公安部の外事課を挙げる。

#### 警視庁公安部の外事課
- 外事第一課 ロシア、東欧のスパイ、さらに戦略物資の不正輸出に関する捜査・情報収集を行う。犯罪経歴証明書の発行も行う。

- 外事第二課 アジア、特に中国のスパイに関する捜査・情報収集、不法滞在やアジア人犯罪に関する捜査を行う。

- 外事第三課 北東アジア、特に北朝鮮のスパイに関する捜査・情報収集を行う。

- 外事第四課 国際テロリズムや中東、特にイランのスパイに関する捜査・情報収集を行う。